# Peggy Lipton
Peggy Lipton Jones (Nueva York, 30 de agosto de 1946-Los Ángeles, California, 11 de mayo de 2019) fue una actriz de cine y televisión estadounidense, ganadora del Globo de Oro, conocida por sus papeles en las series de televisión The Mod Squad —conocida como Patrulla juvenil en América Latina, transmitida de 1968 a 1973— y Twin Peaks. 
Estuvo casada con Quincy Jones y es madre de las actrices Rashida Jones y Kidada Jones. Falleció a los 72 años de un cáncer.

## Carrera
Debutó con un pequeño papel a los 19 años en la famosa serie de televisión Bewitched (Hechizada) en 1965.
Actuó como Dulcie Colby en la serie El virginiano en 1966, con el capítulo "Los lobos al frente y los chacales a la espalda" (en inglés, "The Wolves in front, The Jackals Behind"), capítulo 26 de la temporada sexta (4x26), pero su papel más importante fue interpretar a Norma Jennings en la serie de culto Twin Peaks, de David Lynch, que se emitió por dos temporadas. 
Actuó también en la serie televisiva The Mod Squad (Patrulla juvenil) (1968-1973), serie de acción que tenía como protagonistas a tres jóvenes llamados Pete Cochran, Linc Hayes y Julie Barnes. Todos ellos habían tenido problemas con la justicia, pero un capitán de policía llamado Adam Greer les da la alternativa de no ingresar en prisión si a cambio forman parte de una unidad de agentes especiales de incógnito, con el fin de que sus aspectos juveniles no levanten sospechas para infiltrarse en las bandas criminales del sur de California.
Su trabajo en esta serie le significó ser nominada cuatro años consecutivos a los Premios Globo de Oro como mejor actriz en drama, ganándolo en 1971, además de ser cuatro veces nominada a los Premios Emmy.

## Vida personal y muerte

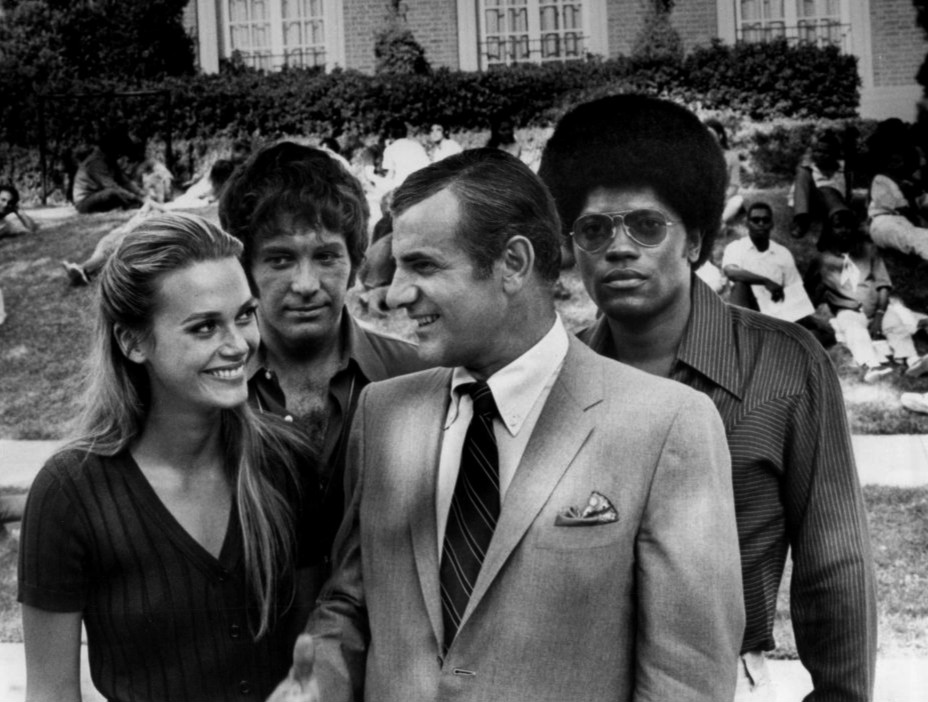
Elenco del programa de televisión The Mod Squad. De izquierda a derecha: Peggy Lipton, Michael Cole, Tige Andrews, Clarence Williams III, 1970.

Estuvo brevemente vinculada con el ex-beatle Paul McCartney. Durante finales de los años 1960 y principios de los años 1970, tuvo también problemas con el abuso en el consumo del alcohol y relaciones con hombres casados. Durante ese tiempo hubo consumo de drogas. Narró ese período de su vida en sus memorias Breathing Out (Exhalando) escrita por David y Coco Dalton.

### Matrimonio y familia
Después de su matrimonio con el músico y productor Quincy Jones, en 1974 tomó un descanso en la actuación para concentrarse en su familia (excepto la aparición que hizo para la película para televisión The Return of Mod Squad en 1979). La pareja tuvo dos hijas: Rashida y Kidada Jones, que son actrices. Lipton se separó de Jones en 1986 y se divorciaron en 1990.

### Muerte
Informó que se había hecho el diagnóstico de cáncer de colon en 2004 y recibió tratamiento. El 11 de mayo de 2019 murió por complicaciones de esta enfermedad en Los Ángeles, California. Tenía 72 años.

## Filmografía

### Cine
| Año  | Título                         | Papel              | Notas            |
| ---- | ------------------------------ | ------------------ | ---------------- |
| 1968 | Blue                           | Laurie Kramer      |                  |
| 1969 | A Boy... A Girl                |                    |                  |
| 1988 | War Party                      | Corresponsal de TV |                  |
| 1988 | Purple People Eater            | Mamá               |                  |
| 1988 | I'm Gonna Git You Sucka        |                    |                  |
| 1989 | Kinjite: Forbidden Subjects    | Kathleen Crowe     |                  |
| 1990 | Fatal Charm                    | Jane Sims          | Lanzada en video |
| 1991 | True Identity                  | Rita               |                  |
| 1992 | Twin Peaks: Fire Walk with Me  | Norma Jennings     |                  |
| 1997 | The Postman                    | Ellen March        |                  |
| 2000 | The Intern                     | Roxanne Rochet     |                  |
| 2000 | Skipped Parts                  | Laurabel Pierce    |                  |
| 2001 | Jackpot                        | Janice             |                  |
| 2010 | When In Rome                   | Priscilla          |                  |
| 2014 | Twin Peaks: The Missing Pieces | Norma Jennings     |                  |
| 2017 | A Dog's Purpose                | Hannah (adulta)    |                  |

### Televisión
| Año       | Título                                     | Papel                 | Notas                                                                                   |
| --------- | ------------------------------------------ | --------------------- | --------------------------------------------------------------------------------------- |
| 1965      | Bewitched                                  | Secretaria            | (1 episodio)                                                                            |
| 1965      | Mr. Novak                                  | Selma                 | (1 episodio)                                                                            |
| 1965      | Alfred Hitchcock presenta                  | Mary Winters          | (1 episodio)                                                                            |
| 1965      | The John Forsythe Show                     | Joanna                | (1 episodio)                                                                            |
| 1966      | The Virginian                              | Dulcie Colby          | (1 episodio)                                                                            |
| 1967      | Disneyland                                 | Oralee Prentiss       | (2 episodios)                                                                           |
| 1967      | Bob Hope Presents the Chrysler Theatre     | Jill                  | (1 episodio)                                                                            |
| 1967      | The F.B.I.                                 | Mujer en el museo     | (1 episodio)                                                                            |
| 1967      | The Road West                              | Jenny Grimmer         | (1 episodio)                                                                            |
| 1967      | The Invaders                               | Novia                 | (1 episodio)                                                                            |
| 1968-1973 | The Mod Squad                              | Julie Barnes          | (123 episodios) Globo de Oro a Mejor Actriz Drama Nominada al Emmy a Mejor Actriz Drama |
| 1979      | The Return of Mod Squad                    | Julie Barnes          | Telefilme                                                                               |
| 1988      | Addicted to His Love                       | Asistente DA          | Telefilme                                                                               |
| 1990      | The Hitchhiker                             | Helen                 | (1 episodio)                                                                            |
| 1990      | Twin Peaks                                 | Norma Jennings        | (30 episodios)                                                                          |
| 1992      | Secrets                                    | Olivia Owens          | Miniserie (2 episodios)                                                                 |
| 1993      | Angel Falls                                | Hadley Larson         | (5 episodios)                                                                           |
| 1994      | The Spider and the Fly                     | Helen Stroud          | Telefilme                                                                               |
| 1994      | Deadly Vows                                | Nancy Weston          | Telefilme                                                                               |
| 1994      | Wings                                      | Laurie Jenkins        | (1 episodio)                                                                            |
| 1996      | Justice for Annie: A Moment of Truth Movie | Carol Mills           | Telefilme                                                                               |
| 2000      | The 70's                                   | Gloria Steinem        | Telefilme                                                                               |
| 2000      | Popular                                    | Kelly Foster          | (4 episodios)                                                                           |
| 2004      | Alias                                      | Olivia Reed           | (3 episodios)                                                                           |
| 2005      | Cuts                                       | Marsha                | (1 episodio)                                                                            |
| 2007      | Rules of Engagement                        | Fay                   | (1 episodio)                                                                            |
| 2009      | Crash                                      | Susie                 | (4 episodios)                                                                           |
| 2012      | House of Lies                              | Phoebe Van Der Hooven | (1 episodio)                                                                            |
| 2014      | Psych                                      | Scarlett Jones        | (1 episodio)                                                                            |
| 2016      | Angie Tribeca                              | Mamá de Tribeca       | (1 episodio)                                                                            |
| 2017      | Twin Peaks                                 | Norma Jennings        |                                                                                         |
| 2017      | There's... Johnny!                         | Evelyn Greenfield     | (1 episodio)                                                                            |